# Madame de La Fayette
Marie-Madeleine Pioche de La Vergne, comtesse de La Fayette, känd som Madame de La Fayette, född 18 mars 1634 i Paris, död 26 maj 1693, var en fransk författare.
La Fayette blev 1655 bortgift med en äldre greve. Hon slog sig ner i Paris där hon gjorde sin salong till ett centrum för en krets av den tidens mest framträdande personer. Under många år var den franske författaren La Rochefoucauld hennes älskare.
År 1662 debuterade hon med den historiska romanen La princesse de Montpensier. Hon skrev 1678 Prinsessan de Clèves, som av en del litteraturkännare betraktas som den första moderna romanen. Den utspelar sig i mitten av 1550-talet och är ett psykologiskt analyserande triangeldrama. Hon skrev även om minnen från sitt liv vid det franska hovet, Mémoires de la Cour de France pour les années 1688 et 1689.